# Brad Paisley
Brad Douglas Paisley (Glen Dale, 28 ottobre 1972) è un cantautore e chitarrista country statunitense.

## Biografia
Brad Paisley è di origine italiana, scozzese, irlandese e tedesca. Ha iniziato ad amare la musica country grazie a suo nonno materno che all'età di 8 anni gli regalò la sua prima chitarra e gli insegnò a suonarla.
A 12 anni Brad ha scritto la sua prima canzone e a 13 ha iniziato a fare da supporter aprendo i concerti di grandi cantanti country come Ricky Skaggs e George Jones al Capital Music Hall di Wheeling in Virginia Occidentale.
Paisley si è diplomato alla John Marshall High School di Glen Dale in West Virginia, poi ha iniziato a frequentare il West Liberty State College (West Virginia) e ha ricevuto una borsa di studio per la Belmont University di Nashville, Tennessee (dal 1993 al 1995). Durante gli anni al college ha incontrato Frank Rogers, un compagno di studi che diventerà poi il suo produttore, e Kelley Lovelace, che diventerà il suo coautore.
Dopo il diploma a Belmont, Paisley ha firmato un contratto con la EMI Music Publishing e ha scritto il successo Another You per David Kersh e altre canzoni per Tracy Byrd e David Ball. Il suo debutto come cantante è stato con l'etichetta Arista Nashville e la canzone Who Needs Pictures (pubblicata il 22 febbraio 1999). Nel maggio dello stesso anno ha fatto la sua prima apparizione al Grand Ole Opry. Sette mesi dopo, la sua canzone He Didn't Have to Be è arrivata al primo posto in classifica (il brano è dedicato a Lovelace e a suo figlio adottivo).
Nel 2000, Paisley ha iniziato a farsi sentire anche dal pubblico americano non strettamente country dopo che il produttore Todd Baker l'ha fatto intervenire allo speciale di TLC Route 66: Main Street America. In questo show Brad e la sua band si sono esibiti in rare versioni acustiche di Route 66. La versione internazionale e la versione home video del programma sono terminate con una completa versione acustica del pezzo eseguita dal vivo al Rainbow Bridge di Riverton (Kansas).
Sempre nel 2000 Paisley ha vinto il Country Music Association (CMA) Horizon Award e il trofeo come miglior cantante emergente della Academy of Country Music. Ha ricevuto la sua prima nomination per il Grammy Award un anno dopo. Il 17 febbraio 2001, dopo quaranta apparizioni allo show, è stato inserito nella Opry Hall of Fame.
Nel 2002 ha vinto il premio "Video dell'anno" del CMA con I'm Gonna Miss Her (The Fishin' Song). Molte celebrità sono apparse nel video, tra cui Little Jimmy Dickens, Kimberly Williams, Dan Patrick, e Jerry Springer.
Paisley ha duettato con Alison Krauss nel video di Whiskey Lullaby dall'album Mud on the Tires.
Paisley ha fatto uscire il suo terzo album, Mud on the Tires (2003), dopo Who Needs Pictures (1999) e Part II (2001). L'album ha contenuto il successo Celebrity, il cui video è una parodia di reality show come Fear Factor e American Idol, e vi hanno partecipato celebrità come Jason Alexander, Jim Belushi, Little Jimmy Dickens, Trista Rehn, e William Shatner. La title track, Mud on the Tires, ha raggiunto il primo posto nella classifica di Billboard nel 2004.
Nel 2005, dopo il Two Hats and a Redhead Tour con Reba McEntire e Terri Clark, ha pubblicato Time Well Wasted, con 15 nuove canzoni. L'album contiene Alcohol, due duetti - When I Get Where I'm Going con Dolly Parton e Out in the Parking Lot con Alan Jackson - e una bonus track, Cornography. Il 6 novembre 2006 Time Well Wasted ha vinto il Country Music Association (CMA) Award come "Miglior Album".
Nel 2007 il Bonfires & Amplifiers Tour ha toccato 28 stati ed è stato sponsorizzato dalla cioccolata Hershey's.
Il nuovo album di Brad, 5th Gear, è stato pubblicato negli USA il 19 giugno 2007. Ticks, primo singolo estratto dall'album, ha raggiunto il numero 1 nelle classifiche di Country Music. Il cantante ha girato il video per il secondo singolo dal titolo Online diretto dalla star Jason Alexander di Seinfeld: nel video sono apparsi anche William Shatner (Star Trek e Boston Legal), Estelle Harris (che fa la parte della madre del personaggio di Alexander in Seinfeld), e Patrick Warburton (Regole d'onore e noto per aver interpretato David Puddy in Seinfeld). Anche i supporter di Brad (Kellie Pickler & Taylor Swift) hanno fatto una piccola apparizione. Il video è stato girato durante un concerto nello stato di Washington con lo stesso Jason Alexander nella parte di Brad.
Paisley ha spesso usato chitarre personalizzate di Crook Telecaster Guitars e amplificatori Dr. Z per il suo suono particolare e molto personale.
Nel 2006 come riconoscimento del suo contributo allo speciale televisivo Route 66: Main Street America Brad è stato chiamato a partecipare con due pezzi originali alla colonna sonora del film Cars - Motori ruggenti della Disney-Pixar.
Il 13 maggio 2016 è uscito il suo nuovo singolo in collaborazione con Demi Lovato Without a fight.
Attivo anche come doppiatore, ha dato voce a diversi personaggi in serie animate. Brad Paisley è anche apparso in 2 cameo nella sitcom in cui ha recitato sua moglie Kimberly Williams, La vita secondo Jim, negli episodi 02x11 Il cognato e 02x14 Qualcuno da amare.

## Vita privata
Nel 2000 Paisley ha iniziato a frequentare l'attrice Kimberly Williams; Brad si era innamorato di lei anni prima, dopo averla ammirata nel film Il padre della sposa, che all'epoca vide con la sua ragazza di allora (e che, abbastanza ironicamente, era stato di ispirazione per il suo pezzo e album "Part II"). I due si sono sposati il 15 marzo 2003, e vivono a Franklin, nel Tennessee, dove il cantante ha acquistato più di 100 acri di terreno nella Contea di Williamson appena fuori Franklin (Tennessee). Paisley ha una seconda casa a Malibù. Il 22 febbraio 2007 Kimberly ha partorito William Huckleberry Paisley, primo figlio della coppia, mentre il 17 aprile 2009 è nato il secondo figlio, Jasper Warren Paisley.
Nel 2006 è entrato a far parte della Massoneria.
Possiede un Learjet 45.

## Discografia
- 1999 - Who Needs Pictures
- 2001 - Part II
- 2003 - Mud on the Tires
- 2005 - Time Well Wasted
- 2006 - Brad Paisley Christmas
- 2007 - 5th Gear
- 2008 - Play
- 2009 - American Saturday Night
- 2010 - Hits Alive
- 2011 - This Is Country Music
- 2013 - Wheelhouse
- 2014 - Moonshine in the Trunk
- 2017 - Love and War

## Filmografia

### Attore
- La vita secondo Jim (According to Jim) – serie TV, episodi 2x13-2x14 (2003)
- American Dreams – serie TV, episodio 2x10 (2004)
- Nashville – serie TV, 3 episodi (2012)
- Due uomini e mezzo (Two and a Half Man) – serie TV, episodio 11x22 (2014)

### Doppiatore
- King of the Hill – serie animata, episodio 8x07 (2003)
- South Park – serie animata, episodio 16x7 (2012)
- Planes 2 - Missione antincendio (Planes: Fire & Rescue), regia di Bobs Gannaway (2014)
- The Annoying Orange (Annoying Orange) – serie animata, episodio 6x34 (2014)

## Premi
- Country Music Academy
  - 1999 – Migliore Nuova Voce Maschile Country dell'anno
  - 2004 – Video dell'anno ("Whiskey Lullaby")
  - 2005 – Album dell'anno ("Time Well Wasted")
  - 2005 – Video dell'anno ("When I Get Where I'm Going")
  - 2007 – Migliore Voce Maschile dell'anno
  - 2008 – Migliore Voce Maschile dell'anno
  - 2008 – Video dell'anno ("Online")
  - 2009 – Video dell'anno ("Waitin' on a Woman")
  - 2009 – Vocal Event dell'anno ("Start a Band")
  - 2009 – Migliore Voce Maschile dell'anno
  - 2010 – Migliore Voce Maschile dell'anno
  - 2011 – Migliore Voce Maschile dell'anno
- Country Music Association Awards
  - 2002 – Video Musicale dell'anno ("I'm Gonna Miss Her")
  - 2004 – Musical Event dell'anno ("Whiskey Lullaby")
  - 2004 – Video Musicale dell'anno ("Whiskey Lullaby")
  - 2006 – Album dell'anno (Time Well Wasted)
  - 2007 – Video Musicale dell'anno ("Online" – diretto da Jason Alexander)
  - 2007 – Voce Maschile dell'anno
  - 2008 – Video Musicale dell'anno ("Waitin' on a Woman")
  - 2008 – Voce Maschile dell'anno
  - 2009 – Voce Maschile dell'anno
  - 2010 – Migliore Intrattenitore dell'anno
- Grammy Awards
  - 2008 – Migliore interpretazione strumentale Country ("Throttleneck")
  - 2009 – Migliore interpretazione strumentale Country ("Cluster Pluck")
  - 2009 – Migliore Performance Vocale Country("Letter to Me")
  - 2000 – Canzone Country dell'anno ("He Didn't Have to Be")
  - 2000 – CMT (countryMusicTelevision) Video Musicale dell'anno ("He Didn't Have to Be")
- Flameworthy Awards/CMT Music Awards
  - 2005 – Video dell'anno ("Whiskey Lullaby")
  - 2008 – Video dell'anno ("Online")
  - 2009 – CMT Performance dell'anno ("Country Boy")
  - 2009 – Collaborative Video dell'anno ("Start a Band")
  - 2009 – Per la Categoria maschile Video dell'anno ("Waitin' On a Woman")
- American Music Award
  - 2008 – Cantante Country preferito
  - 2010 – Cantante Country preferito
- American Country Awards
  - 2010 – Artista dell'anno - Categoria Maschile
- Orville H. Gibson Guitar Award
  - 2002 – Migliore Chitarrista Country (Categoria Maschile)
- Nashville Songwriters Association International Award
  - 2002 – Cantautore/Artista dell'anno
  - 2005 – Cantautore/Artista dell'anno
- ASCAP Country Music Award
  - 2004 – Cantautore/Artista dell'anno

## Doppiatori italiani
Nelle versioni in italiano delle opere in cui ha recitato, Brad Paisley è stato doppiato da:
- Alessandro Budroni in Due uomini e mezzo